# Tivoli (New York)
Pour les articles homonymes, voir Tivoli (homonymie).
Tivoli est un village de l'État de New York. Sa population est de 1 163 habitants lors du recensement de 2000. Il fait partie de la ville de Red Hook qui comprend deux villages : Tivoli et Red Hook.

## Histoire
Le village prend son nom, comme beaucoup d'autres sites dans le monde, de la ville italienne de Tivoli près de Rome.